# Przewóz (Lubušské vojvodství)
Przewóz (německy Priebus, hornolužickosrbsky Přibuz) je vesnice (bývalé město) v jihozápadním Polsku v Lubušském vojvodství v okrese Żary, sídlo stejnojmenné gminy. Leží na Lužické Nise, která zde tvoří státní hranicí mezi Polskem a Německem: na protějším břehu se rozkládá saská obec Podrosche. Historicky patří ke Slezsku – nachází se ve výběžku bývalého Zaháňského knížectví vklíněném mezi Dolní a Horní Lužici.
Název obce odpovídá českému výrazu přívoz, ve středověku se zde křížily důležité obchodní cesty. Městská práva získal Przewóz v roce 1280. Během závěrečných bojů druhé světové války bylo zničeno více než 60 % zástavby. Po roce 1945 se Przewóz ocitl v marginální poloze na hranicích socialistického Polska, po odsunu německého obyvatelstva byl jen částečně znovuosídlen Poláky a ztratil status města. Dřívější význam obce je dnes patrný z oválného půdorysu historického jádra s obdélníkovým náměstím uprostřed, které však vyplňuje převážně novodobá rozptýlená zástavba. V roce 2011 zde žilo 844 osob oproti 1 262 v roce 1939. Przewóz tvoří jedno starostenství společně se sousední vískou Potok (německy Pattag, lužickosrbsky Pótach; 145 obyvatel v roce 2011). V lesích u Potoku se nacházejí muniční sklady Polské armády.